# Eurysternus strigilatus
Eurysternus strigilatus là một loài bọ cánh cứng trong họ Bọ hung (Scarabaeidae).